# Mid-Season Invitational 2019
Mid-Season Invitational 2019 là giải Mid-Season Invitational (MSI) lần thứ 5 cho bộ môn Liên Minh Huyền Thoại, một trò chơi MOBA do Riot Games tổ chức. Giải đấu là đỉnh cao của Spring Split năm 2019, phần đầu tiên của mùa 9 của bối cảnh cạnh tranh của trò chơi.
Mỗi trong số 13 giải đấu Liên minh huyền thoại hàng đầu có một đội đại diện cho họ; Châu Âu (LEC), Hàn Quốc (LCK) và Trung Quốc (LPL) có các đội của họ tự động được nhận vào sự kiện chính trong khi 10 giải đấu khác sẽ thi đấu với nhau trong Vòng khởi động với ba đội hàng đầu tiến vào tham gia Vòng bảng sự kiện chính.
Giải đấu được tổ chức tại Việt Nam và Đài Loan từ ngày 1 đến ngày 19 tháng 5 năm 2019. Các trận đấu của vòng khởi động  được tổ chức tại GG Stadium ở Thành phố Hồ Chí Minh, vòng bảng được tổ chức tại Trung tâm Hội nghị Quốc gia Việt Nam ở Hà Nội và vòng bán kết cùng trận chung kết diễn ra tại Trung tâm bóng rổ Heping ở Đài Bắc.
G2 Esports từ châu Âu đã đánh bại Team Liquid từ Bắc Mỹ 3-0 trong trận chung kết và mang đến cho khu vực của họ chức vô địch MSI đầu tiên. Đây cũng là danh hiệu MSI-Worlds đầu tiên cho châu Âu kể từ Giải vô địch thế giới mùa 1 năm 2011.
Royal Never Give Up (Trung Quốc) là nhà ĐKVĐ, sau khi lên ngôi vào năm 2018. Nhưng họ không thể có mặt ở MSI 2019 để bảo vệ ngôi vương sau khị bị loại ở vòng Playoff của LPL mùa xuân 2019. 

## Đội đủ điều kiện
Dựa trên kết quả của MSI và Giải vô địch thế giới trong hai năm trước (2017 và 2018) và loại bỏ các khu vực Mỹ Latinh Bắc và Nam để tạo thành một khu vực Liên minh huyền thoại châu Mỹ Latinh, có 13 đội đủ điều kiện tham gia MSI 2019. Định dạng dựa trên MSI 2017. Ba đội đến từ Châu Âu (LEC), Hàn Quốc (LCK), và Trung Quốc (LPL) bắt đầu ở vòng bảng chính; hai đội, một từ Bắc Mỹ (LCS) và một đội từ Đài Loan/Hồng Kông/Ma Cao (LMS), bắt đầu trong vòng thứ hai của Vòng khởi động; và tám đội còn lại bắt đầu trong vòng đầu tiên của Vòng khởi động. Các đội thua trong vòng hai sẽ thi đấu vòng thứ ba vòng bảng chính cuối cùng.
| Khu vực                                | Giải đấu                               | Đội                                    | ID                                     |
| Bắt đầu từ vòng bảng của sự kiện chính | Bắt đầu từ vòng bảng của sự kiện chính | Bắt đầu từ vòng bảng của sự kiện chính | Bắt đầu từ vòng bảng của sự kiện chính |
| -------------------------------------- | -------------------------------------- | -------------------------------------- | -------------------------------------- |
| Trung Quốc                             | LPL                                    | Invictus Gaming                        | IG                                     |
| Châu Âu                                | LEC                                    | G2 Esports                             | G2                                     |
| Hàn Quốc                               | LCK                                    | SK Telecom T1                          | SKT                                    |
| Bắt đầu từ vòng vòng khởi động vòng 2  |                                        |                                        |                                        |
| Bắc Mĩ                                 | LCS                                    | Team Liquid                            | TL                                     |
| TW/HK/MO                               | LMS                                    | Flash Wolves                           | FW                                     |
| Bắt đầu từ vòng khởi động vòng 1       |                                        |                                        |                                        |
| Việt Nam                               | VCS                                    | Phong Vũ Buffalo                       | PVB                                    |
| Brazil                                 | CBLOL                                  | INTZ e-Sports                          | ITZ                                    |
| CIS                                    | LCL                                    | Vega Squadron                          | VEG                                    |
| Nhật Bản                               | LJL                                    | DetonatioN FocusMe                     | DFM                                    |
| Mỹ La-tinh                             | LLA                                    | Isurus Gaming                          | ISG                                    |
| Châu đại dương                         | OPL                                    | Bombers                                | BMR                                    |
| Đông Nam Á                             | LST                                    | MEGA Esports                           | MG                                     |
| Thổ Nhĩ Kỳ                             | TCL                                    | 1907 Fenerbahçe                        | FB                                     |

## Vòng khởi động

### Vòng 1
Chỉ có một đội của mỗi nhóm hạt giống được rút vào một bảng. Các đội thi đấu vòng tròn 2 lượt tính điểm theo thể thức Bo1. Các đội nhất bảng tiến vào Vòng 2.
| Nhóm 1           | Nhóm 2             |
| ---------------- | ------------------ |
| 1907 Fenerbahçe  | Bombers            |
| MEGA Esports     | DetonatioN FocusMe |
| Phong Vũ Buffalo | INTZ e-Sports      |
| Vega Squadron    | Isurus Gaming      |

Bảng A 
| 1 | Phong Vũ Buffalo | PVB | ~   | 1-1 | 2-0 | 1-1 | 4 | 2 | 2  |
| 2 | 1907 Fenerbahçe  | FB  | 1-1 | ~   | 1-1 | 2-0 | 4 | 2 | 2  |
| 3 | Isurus Gaming    | ISG | 0-2 | 1-1 | ~   | 1-1 | 2 | 4 | −2 |
| 3 | Bombers          | BMR | 1-1 | 0-2 | 1-1 | ~   | 2 | 4 | −2 |

|  | Nhất tie-break bảng A |                  |   |  |
|  |                       |                  |   |  |
|  | Phong Vũ Buffalo      | Phong Vũ Buffalo | W |  |
|  | Phong Vũ Buffalo      | Phong Vũ Buffalo | W |  |
|  | 1907 Fenerbahçe       | 1907 Fenerbahçe  | L |  |

Bảng B
| 1 | Vega Squadron      | VEG | ~   | 2-0 | 1-1 | 2-0 | 5 | 1 | 4  |
| 2 | DetonatioN FocusMe | DFM | 0-2 | ~   | 2-0 | 2-0 | 4 | 2 | 2  |
| 3 | MEGA Esports       | MG  | 1-1 | 0-2 | ~   | 1-1 | 2 | 4 | -2 |
| 4 | INTZ e-Sports      | ITZ | 0-2 | 0-2 | 1-1 | ~   | 1 | 5 | -4 |

### Vòng 2
Team Liquid đấu với đội nhất bảng A. Flash Wolves đấu với nhất đội bảng B. Đội chiến thắng sẽ vào vòng bảng. Đội thua sẽ rơi vào vòng 3.
|  | Vòng 2 |                  |   |  |  |  |  |  |
|  |        |                  |   |  |  |  |  |  |
|  | 1      | Team Liquid      | 3 |  |  |  |  |  |
|  | 2      | Phong Vũ Buffalo | 0 |  |  |  |  |  |
|  |        |                  |   |  |  |  |  |  |
|  | 1      | Flash Wolves     | 3 |  |  |  |  |  |
|  | 2      | Vega Squadron    | 1 |  |  |  |  |  |

### Vòng 3
Đội chiến thắng sẽ vào vòng bảng. Đội thua bị loại.
|  | Vòng 3           |                  |   |  |
|  |                  |                  |   |  |
|  | Phong Vũ Buffalo | Phong Vũ Buffalo | 3 |  |
|  | Phong Vũ Buffalo | Phong Vũ Buffalo | 3 |  |
|  | Vega Squadron    | Vega Squadron    | 2 |  |

VCS của Việt Nam được có suất dự thẳng Vòng bảng - Sự kiện chính cho nhà vô địch VCS mùa hè 2019 và vị trí bổ sung trong Vòng khởi dộng tại Giải vô địch Liên minh huyền thoại thế giới 2019 cho đội á quân.

## Vòng bảng
Các đội thi đấu vòng tròn 2 lượt tính điểm theo thể thức Bo1. Top 4 đội tiến vào vòng loại trực tiếp. 2 đội cuối bảng bị loại.
| 1 | Invictus Gaming  | IG  | ~   | 1-1 | 2-0 | 2-0 | 2-0 | 2-0 | 9 | 1 | 8  |
| 2 | SK Telecom T1    | SKT | 1-1 | ~   | 0-2 | 2-0 | 2-0 | 2-0 | 7 | 3 | 4  |
| 3 | G2 Esports       | G2  | 0-2 | 2-0 | ~   | 1-1 | 2-0 | 0-2 | 5 | 5 | 0  |
| 4 | Team Liquid      | TL  | 0-2 | 0-2 | 1-1 | ~   | 1-1 | 2-0 | 4 | 6 | -2 |
| 5 | Flash Wolves     | FW  | 0-2 | 0-2 | 0-2 | 1-1 | ~   | 2-0 | 3 | 7 | -4 |
| 6 | Phong Vũ Buffalo | PVB | 0-2 | 0-2 | 2-0 | 0-2 | 0-2 | ~   | 2 | 8 | -6 |

Trung Quốc, Hàn Quốc, Châu Âu và Bắc Mỹ giành hạt giống số 1 tại Vòng bảng - Sự kiện chính tại Giải vô địch Liên minh huyền thoại thế giới 2019 cho nhà vô địch giải mùa Hè. ĐL/HK/MC và Việt Nam nhận hạt giống số 2.

## Vòng loại trực tiếp
- Đội hạng nhất của Vòng bảng chọn vị trí thứ 3 hoặc thứ 4 làm đối thủ bán kết của họ (IG chọn TL).
- Tất cả trận đấu là best of five (Bo5)

|  | Bán kết | Bán kết         | Bán kết    |            |             | Chung kết   | Chung kết | Chung kết |  |
|  |         |                 |            |            |             |             |           |           |  |
|  | 1       | Invictus Gaming | 1          |            |             |             |           |           |  |
|  | 1       | Invictus Gaming | 1          |            |             |             |           |           |  |
|  | 4       | Team Liquid     | 3          |            |             |             |           |           |  |
|  | 4       | Team Liquid     | 3          |            | Team Liquid | Team Liquid | 0         |           |  |
|  |         |                 |            |            | Team Liquid | Team Liquid | 0         |           |  |
|  |         |                 | G2 Esports | G2 Esports | 3           |             |           |           |  |
|  | 2       | SK Telecom T1   | G2 Esports | G2 Esports | 3           | 2           |           |           |  |
|  | 2       | SK Telecom T1   |            |            |             |             |           |           |  |
|  | 3       | G2 Esports      | 3          |            |             |             |           |           |  |

## Xếp hạng
(*) Không bao gồm các trận tie-break.
| Hạng      | Khu vực                  | Giải  | Đội                | PS1 | PS2 | PS3 | VB  | BK  | Chung kết |
| --------- | ------------------------ | ----- | ------------------ | --- | --- | --- | --- | --- | --------- |
| 1st       | Châu Âu                  | LEC   | G2 Esports         |     |     |     | 5-5 | 3-2 | 3-0       |
| 2nd       | Bắc Mỹ                   | LCS   | Team Liquid        |     | 3-0 |     | 4-6 | 3-1 | 0-3       |
| 3rd-4th   | Hàn Quốc                 | LCK   | SK Telecom T1      |     |     |     | 7-3 | 2-3 |           |
| 3rd-4th   | Trung Quốc               | LPL   | Invictus Gaming    |     |     |     | 9-1 | 1-3 |           |
| 5th       | Đài Loan/Hồng Kông/Macau | LMS   | Flash Wolves       |     | 3-1 |     | 3-7 |     |           |
| 6th       | Việt Nam                 | VCS   | Phong Vũ Buffalo*  | 4-2 | 0-3 | 3-2 | 2-8 |     |           |
| 7th       | CIS                      | LCL   | Vega Squadron      | 5-1 | 1-3 | 2-3 |     |     |           |
| 8th-9th   | Nhật Bản                 | LJL   | DetonatioN FocusMe | 4-2 |     |     |     |     |           |
| 8th-9th   | Thổ Nhĩ Kỳ               | TCL   | 1907 Fenerbahçe*   | 4-2 |     |     |     |     |           |
| 10th      | Đông Nam Á               | LST   | MEGA Esports       | 2-4 |     |     |     |     |           |
| 11th-12th | Mỹ Latin                 | LLA   | Isurus Gaming      | 2-4 |     |     |     |     |           |
| 11th-12th | Châu Đại Dương           | OPL   | Bombers            | 2-4 |     |     |     |     |           |
| 13th      | Brazil                   | CBLOL | INTZ e-Sports      | 1-5 |     |     |     |     |           |